# リオデジャネイロ議定書
ペルーとエクアドルにおける平和・友好・境界に関する議定書（ペルーとエクアドルにおけるへいわ・ゆうこう・きょうかいにかんするぎていしょ、英語: The Protocol of Peace, Friendship, and Boundaries between Peru and Ecuador、また略してリオ議定書）は、1942年1月29日にブラジルのリオデジャネイロで、ペルーとエクアドルの外相、保証人としてアメリカ、ブラジル、チリ、アルゼンチンが参加して署名した国際協定である。この議定書は、長期にわたる両国間の領土紛争の解決が目的であり、1941年から1942年のエクアドル・ペルー戦争を正式に終結させた。しかし議定書は解決には不十分であり、イタマラチ平和宣言の署名により紛争が最終的に解決する前の1981年と1995年に、ペルーとエクアドルの間で戦争が2回勃発した。

## 歴史
1941年5月、エクアドル・ペルー国境での緊張が高まり戦争が避けられない状況になると、アメリカ、ブラジル、アルゼンチンの各国政府が仲介を申し出た。しかし、その努力もむなしく1941年7月23日に戦闘が勃発した。ただし、この外交介入により7月31日に正式な停戦が成立した。それにもかかわらず、8月から9月にかけて、エクアドルのエル・オロ県とロハ県、そしてアマゾン地域で小競り合いが続いた。エクアドルは、ペルーが高地のアスアイ県へ進軍を続けていると非難した。
10月2日、仲介国3か国の軍事監視団が立ち会う中、エクアドルとペルーはタララ合意に署名し、最終的な平和条約が締結されるまでの間、エル・オロ県とロハ県に非武装地帯を設置することとなった。その後も外交交渉は続き、新たにチリも仲介に加わった。
第二次世界大戦に参戦したばかりのアメリカは、アメリカ大陸の結束を示したいと考えていた。そこで、アメリカは1942年1月にブラジルのリオデジャネイロで開催されたパン＝アメリカ会議で両国の和解を奨励した。パン＝アメリカ会議の最終日である1942年1月29日、エクアドルの外相フリオ・トバール・ドノソとペルーの外相アルフレド・ソルフ・イ・ムロが、「平和、友好と境界に関する議定書」に署名した。これがリオデジャネイロ議定書として知られている。アメリカ、ブラジル、アルゼンチン、チリのオブザーバーがこの文書に共同署名し、「議定書の保証人」となった。その後、リオデジャネイロ議定書は1942年2月26日に各国の議会によって批准された。
議定書の条件により、エクアドルは、マラニョン川とアマゾン川への直接の土地所有の権利に関する長年の主張を撤回することに同意した。ペルーは、ペルー軍をエクアドルの領土から撤退させることに同意した。19世紀末以来、土地の事実上の所有者として設立されたペルーには、アマゾン盆地のマイナス地域でこれまで争われていた20万km²（77,000平方マイル）の面積が与えられた。1936年のリマ合意で定義された現状の境界線は、決定的な境界線の基礎として使用された。以前の国境は現在の所有物を認識していたが、主権は認識していなかった。1936年の境界線と比較して、エクアドルは以前に所有していた領土の18,552km²をペルーに割譲したが、ペルーは以前に所有していた領土の5,072km²をエクアドルに割譲した。
1960年代、エクアドル政府は、この議定書は外国軍がエクアドルの土地に駐留している間に強制的に署名されたものであるため、無効であると主張した。この方針はその後の政府によって修正されたが、1995年の紛争決議まで正式に撤回されることはなかった。
リオデジャネイロ議定書が意図した目標は、1995年のイタマラチ平和宣言の署名まで達成されなかった。リオデジャネイロ議定書が署名されてからイタマラチ平和宣言が署名されるまでの間に、領土をめぐってパキシャ戦争とセネパ戦争の二回の戦争が勃発した。